# Jonny Greenwood

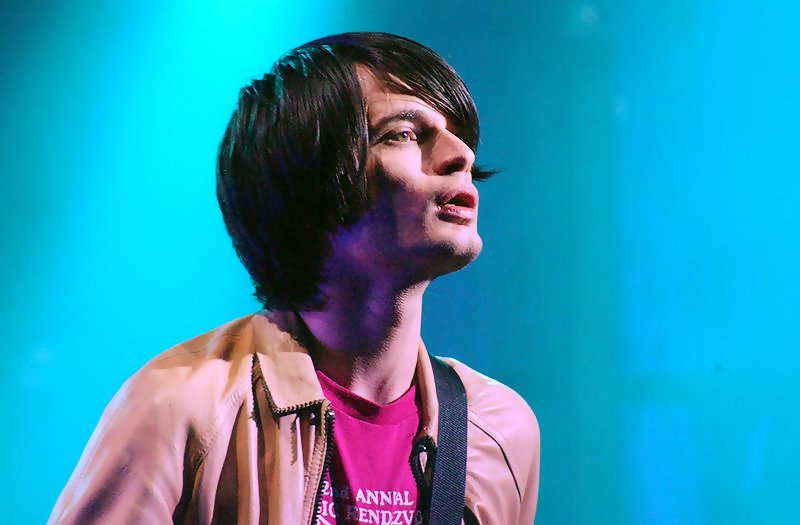
Jonny Greenwood auf dem Hurricane-Festival (2003)

Jonathan „Jonny“ Richard Guy Greenwood (* 5. November 1971 in Oxford, England) ist ein britischer Musiker, Filmkomponist und Mitglied der Alternative-Rock-Band Radiohead.

## Zur Person
Jonny Greenwood ist einer der beiden Gitarristen von Radiohead. Daneben spielt er mehrere andere Instrumente. Im Zusammenspiel mit Sänger Thom Yorke, der in erster Linie federführend für Melodien und Texte wirkt, zeichnet er für die vielschichtigen Arrangements verantwortlich und ist daher maßgeblich an der Bildung des Radiohead-Sounds beteiligt. Sein exzessiver Spielstil, reich an Effekten und einprägsamen Gitarrensoli, tritt auf Songs wie Paranoid Android (von OK Computer) deutlich hervor. Eine Unterarmbandage, mit der er über mehrere Jahre auftrat, war die Folge seines zeitweise wilden Spielstils.
Live steht Greenwood stets am (vom Zuschauer aus gesehen) rechten Rand der Bühne, umgeben von einer Wand aus Effektgeräten, Synthesizern und diversen Instrumenten. Während sich die anderen Bandmitglieder meist auf ein bis zwei Instrumente beschränken, füllt Greenwood alle Lücken, die im Prozess auftauchen. Während der Aufnahmen zu Kid A beschäftigte er sich mit den Ondes Martenot, welche bis heute maßgeblich am Sound vieler Radiohead-Songs beteiligt sind.
Der Soundtrack zu dem dokumentarischen Film Bodysong (2003; von Regisseur Simon Pummel) wird oft als Soloalbum Greenwoods angesehen. Er besteht vor allem aus elektronischen Klangexperimenten, die kaum Songstrukturen aufweisen. Ein weiterer Soundtrack von Greenwood für Paul Thomas Andersons Film There Will Be Blood, wurde 2007 veröffentlicht und auf der Berlinale 2008 mit einem Silbernen Bären ausgezeichnet. Für alle folgenden Filme Andersons komponierte und arrangierte Greenwood die Filmmusik. Für die Musik in Andersons Film Der seidene Faden wurde er für den Oscar 2018 nominiert.
2021 war er mit Thom Yorke und dem Sons-of-Kemet-Schlagzeuger Tom Skinner Gründungsmitglied von The Smile; ihren ersten gemeinsamen Liveauftritt hatten sie im Mai 2021 beim Glastonbury Festival. Ihr Album A Light for Attracting Attention mit 13 Songs erschien 2022.
Der Rolling Stone listete Greenwood 2015 auf Rang 48 der 100 größten Gitarristen aller Zeiten. In einer Liste aus dem Jahr 2003 hatte er Rang 60 belegt.

## Equipment
Jonny Greenwood spielt seit mindestens 1993 eine Fender Telecaster Plus, welcher er mit dem Radiohead-Techniker Plank einen Cut-Off-Schalter hinzugefügt hat, welcher ihm die Möglichkeit gibt, das Signal zu unterbrechen, wodurch ein „Stottereffekt“ entstehen kann, wie man ihn in dem Solo von Paranoid Android hören kann. Greenwood benutzt außerdem eine Fender Starcaster sowie eine Gibson Les Paul.
Des Weiteren benutzt er eine Reihe von Effekten, die den Radiohead-Sound prägen:
- Electro Harmonix Small Clone (Chorus)
- DigiTech Whammy (Pitchshifter)
- Boss SD-1 (Overdrive)
- Marshall Shredmaster (Distortion)
- Boss RV-3 / RV-5 (Hall)
- DOD 440 (Envelope Filter)
- Demeter The Tremulator (Tremolo)
- Boss RE-201 / RE-20 (Echo)
- Max/MSP (Software)[11]

Beim Einsatz seiner Verstärker greift Jonny Greenwood seit Jahren auf eine Kombination aus dem Vox AC 30 und dem Fender Eighty-Five zurück. Hierbei werden alle seine unverzerrten Signale über den Vox AC 30 und seine verzerrten Signale über den Fender Eighty-Five gespielt. Mit einem FLine-Selector kann Greenwood zwischen den beiden Verstärkern während des Spielens wählen.
Zudem spielt Greenwood live eine Reihe von Tasteninstrumenten:
- Klavier
- Fender Rhodes
- Ondes Martenot
- Moog Minimoog
- Dave Smith Prophet 08

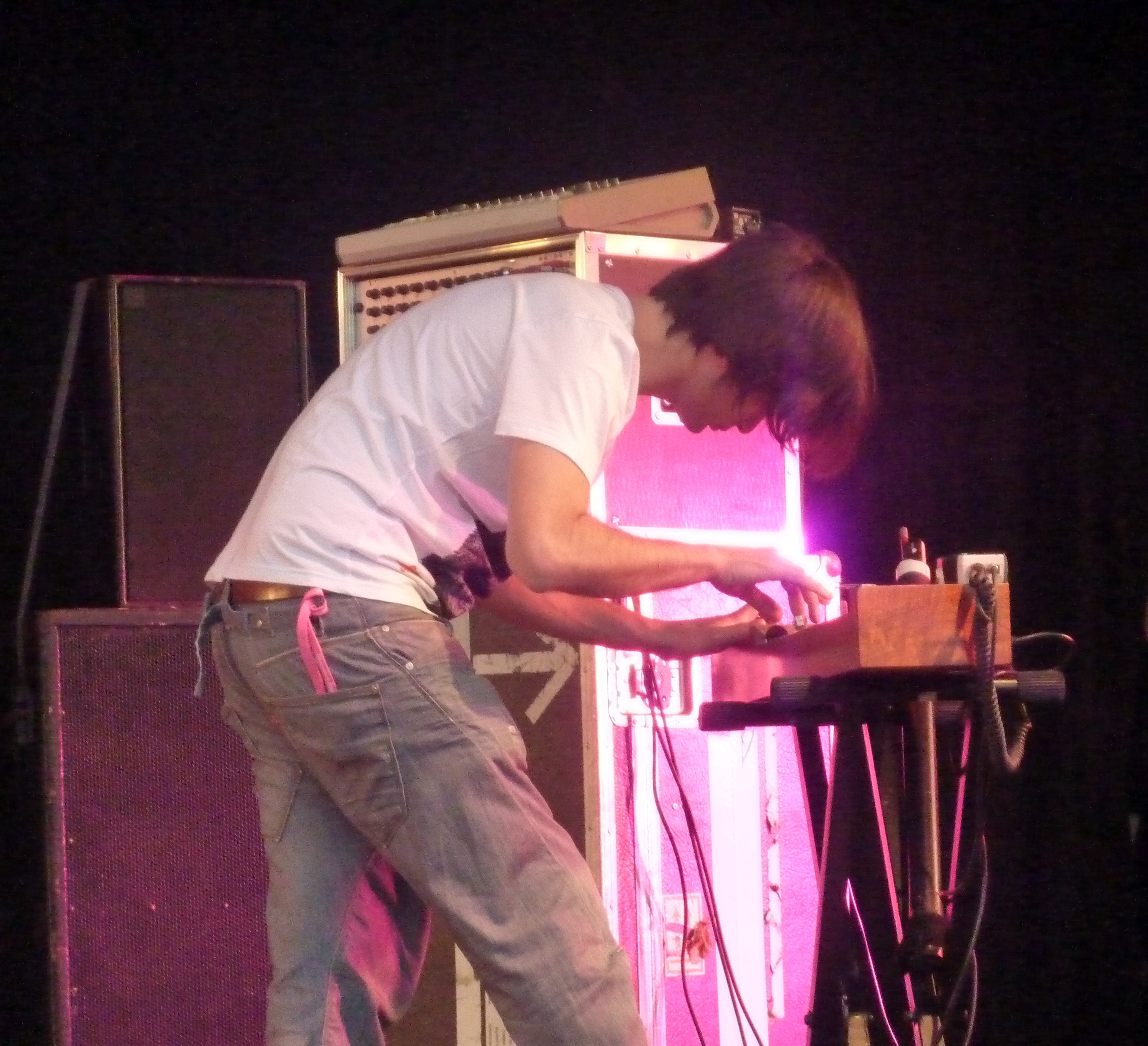
Greenwood spielt Ondes Martenot

- Analogue Systems French Connection
- Analogue Systems Modular System
- Midikeyboards

## Einflüsse
Greenwood nannte auch John McGeoch (Gitarrist der Band Magazine), Art Blakey, Olivier Messiaen, Can, Talking Heads, Krzysztof Penderecki und György Ligeti als persönliche Einflüsse.

## Auszeichnungen
Seit 2008 gewann Jonny Greenwood 29 Filmpreise und wurde für 39 weitere nominiert.
1998 erhielt der Dokumentarfilm über Radiohead Meeting People Is Easy Nominierungen für zwei Grammy Awards, darunter als Best Long Form Music Video.
2007 ist er als Composer of the Year und 2014 für den Best Original Score in einem Action/Adventure/Thriller Film für Inherent Vice nominiert worden.
Zum ersten Mal für seine Filmmusik wurde Greenwood 2008 durch die International Film Music Critics Association (IFMCA) als Breakthrough Film Composer of the Year ausgezeichnet. Von 2013 bis 2014 war Greenwood Associated composer des BBC Concert Orchestra.
Für die Filmmusik in Paul Thomas Andersons Film There Will Be Blood wurde er mit dem Ivor Novello Award ausgezeichnet.
2017 gewann er für die Filmmusik von Der seidene Faden den International Film Music Critics Award als Film Score of the Year und Best Original Score for a Drama Film.
Für Der seidene Faden erhielt er außer zahlreichen Nominierungen und Auszeichnungen auch jeweils eine Nominierungen für den Oscar, den BAFTA und den Golden Globe. Für den Soundtrack zu The Power of the Dog erhielt Greenwood im Rahmen der Grammy Awards 2023 ebenfalls eine Nominierung.

## Diskografie
Radiohead
Alle Veröffentlichungen der Band Radiohead sind in der Radiohead-Diskografie zu finden.
Filmmusik
- 2003: Bodysong
- 2007: There Will Be Blood
- 2010: Naokos Lächeln (Noruwei no Mori)
- 2011: We Need To Talk About Kevin
- 2012: The Master
- 2014: Inherent Vice – Natürliche Mängel (Inherent Vice)
- 2017: A Beautiful Day (You Were Never Really Here)
- 2017: Der seidene Faden (Phantom Thread)
- 2021: The Power of the Dog
- 2021: Spencer
- 2021: Licorice Pizza

mit Krzysztof Penderecki
- 2012: Threnody for the Victims of Hiroshima / Popcorn Superhet Receiver / Polymorphia / 48 Responses to Polymorphia

mit Shye Ben Tzur und Rajasthan Express
- 2015: Junun

mit The Smile
- 2022: A Light for Attracting Attention
- 2024: Wall of Eyes